# Foeniculum vulgare
Il finocchio (Foeniculum vulgare Mill., 1768) è una pianta erbacea mediterranea della famiglia delle Apiaceae (Ombrellifere). Conosciuto fin dall'antichità per le sue proprietà aromatiche, la sua coltivazione orticola sembra che risalga al XVI secolo.

## Descrizione

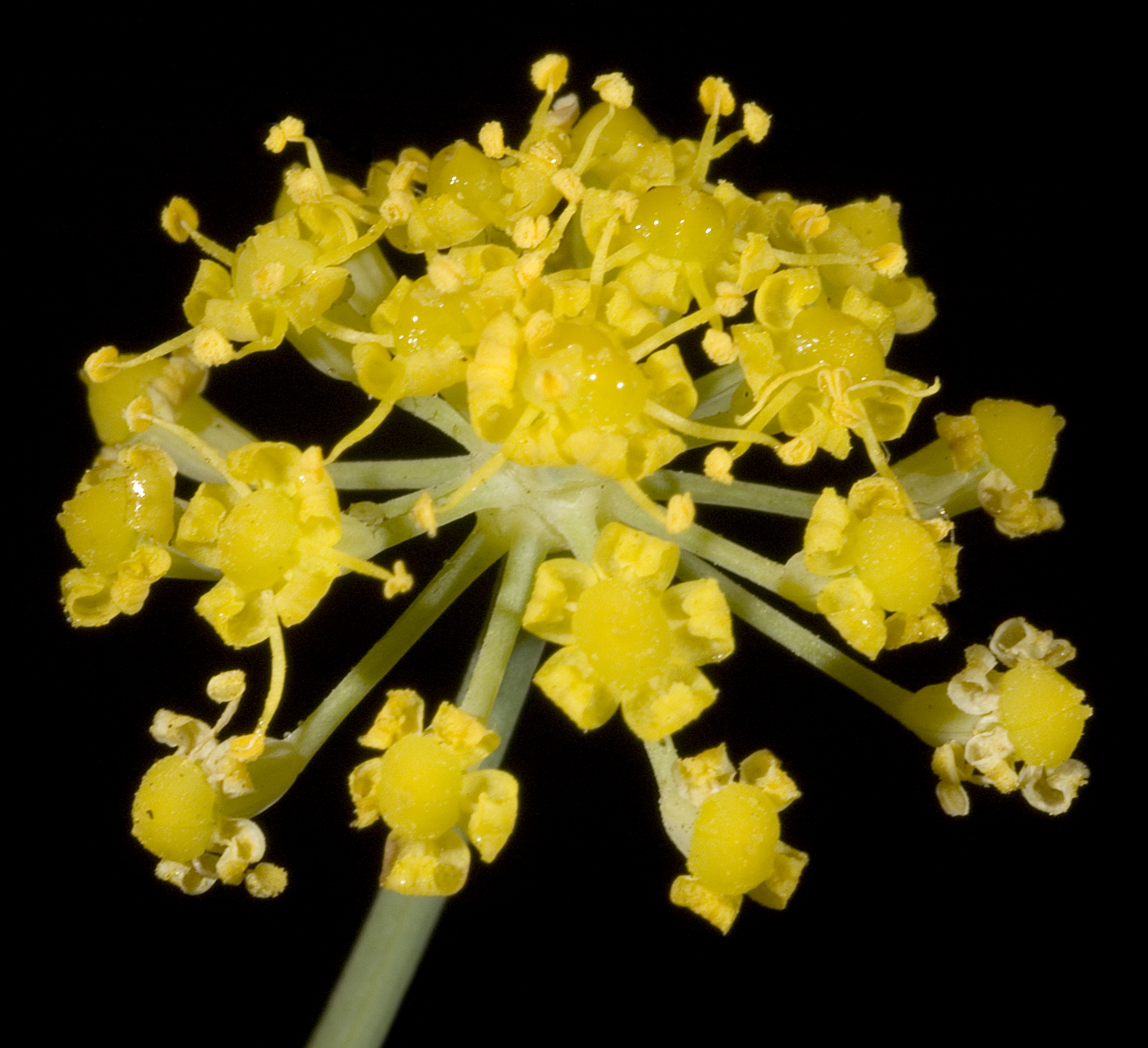
Fiore

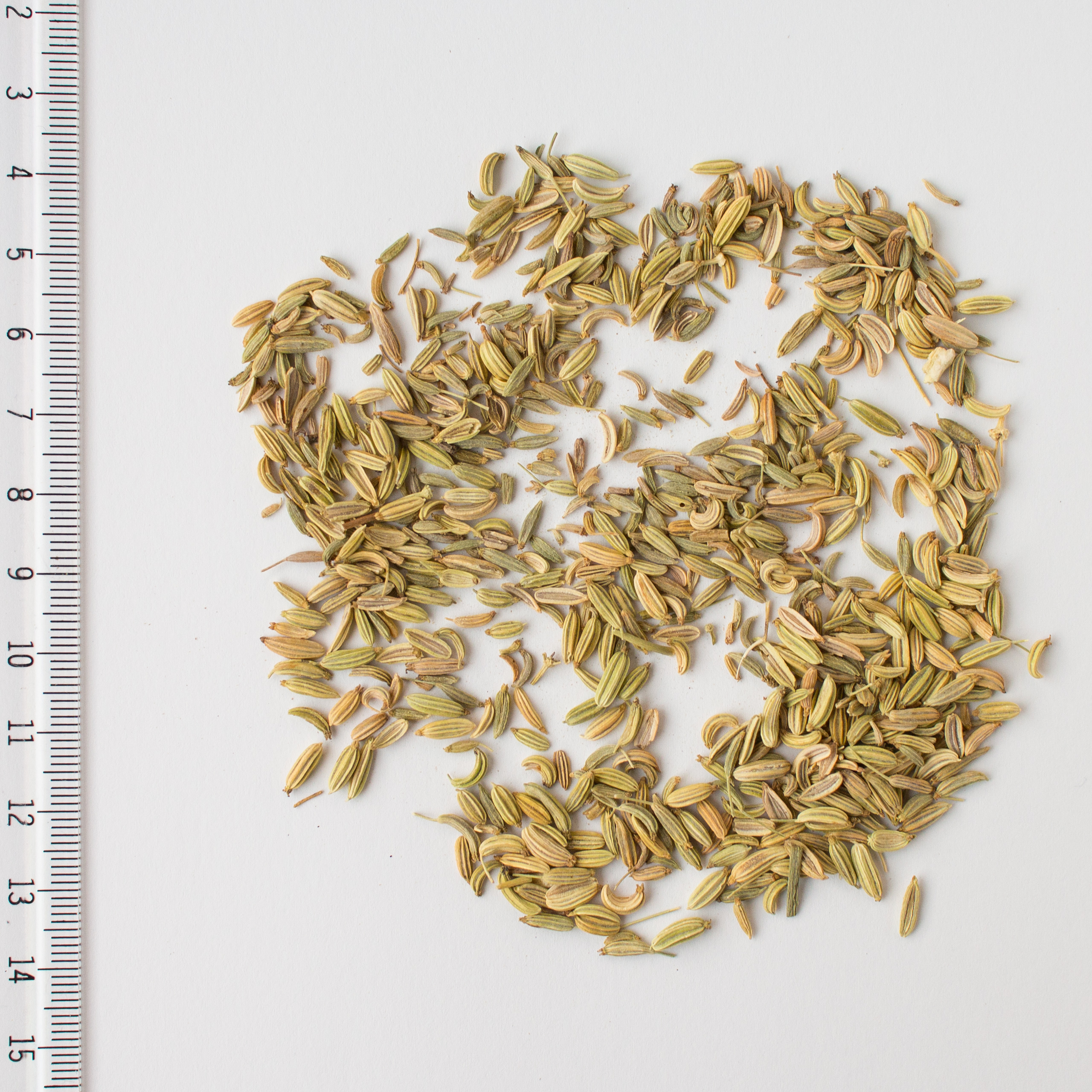
Semi

Si distinguono le varietà di finocchio selvatico dalle varietà di produzione orticola (dolce).
Il finocchio selvatico è una pianta spontanea, perenne, dal fusto ramificato, alta fino a 2 m. Possiede foglie che ricordano il fieno, da cui il nome foeniculum, di colore verde e produce in estate ombrelle di piccoli fiori gialli. Seguono i frutti (acheni), prima verdi e poi grigiastri. Del finocchio selvatico si utilizzano i germogli, le foglie, i fiori e i frutti, impropriamente chiamati "semi".
Il finocchio coltivato, o finocchio dolce, è una pianta annuale o biennale con radice a fittone. Raggiunge i 60–80 cm di altezza. Si consuma la grossa guaina a grumolo bianco che si sviluppa alla base, messa in vendita con un breve ciuffo di fusti e foglie.

## Distribuzione e habitat
L'areale nativo di questa specie si estende dal Mediterraneo all'Etiopia e al Nepal occidentale. È una pianta perenne e in natura cresce principalmente nel bioma temperato.

## Coltivazione
Il finocchio è ampiamente coltivato negli orti per la produzione del grumolo, una struttura compatta costituita dall'insieme delle guaine fogliari, che si presentano di colore biancastro, carnose, strettamente appressate le une alle altre attorno a un brevissimo fusto conico, direttamente a livello del terreno.
Il suo colore bianco è dato dalla tecnica dell'imbianchimento: si tratta di una rincalzatura e si effettua a cadenza regolare nel corso dello sviluppo del grumolo o almeno due settimane prima della raccolta.
La raccolta dei grumoli avviene in tutte le stagioni, secondo le zone di produzione. Si adatta a qualsiasi terreno di medio impasto con presenza di sostanza organica. Le piante vengono disposte in file e distanziate di circa 25 cm l'una dall'altra. La raccolta del grumolo avviene dopo circa 90 giorni dalla semina. Richiede frequenti e abbondanti irrigazioni e preferisce un clima temperato di tipo mediterraneo.
La raccolta del fiore del finocchio selvatico avviene in Italia appena il fiore è "aperto", normalmente a partire dalla metà d'agosto fino a settembre inoltrato. Si può usare il fiore fresco o lo si può essiccare all'aperto e alla luce, ma lontano dai raggi diretti del sole che farebbero evaporare gli olii essenziali. Si possono raccogliere i diacheni all'inizio dell'autunno, quando è avvenuta la trasformazione del fiore in frutto. Le "barbe" o foglie e i teneri germogli si possono cogliere dalla primavera all'autunno inoltrato.

## Varietà
Le cultivar di finocchio sono numerose: il catalogo comune dell'Unione Europea riconosce oltre 100 varietà registrate di Foeniculum vulgare.

## Usi

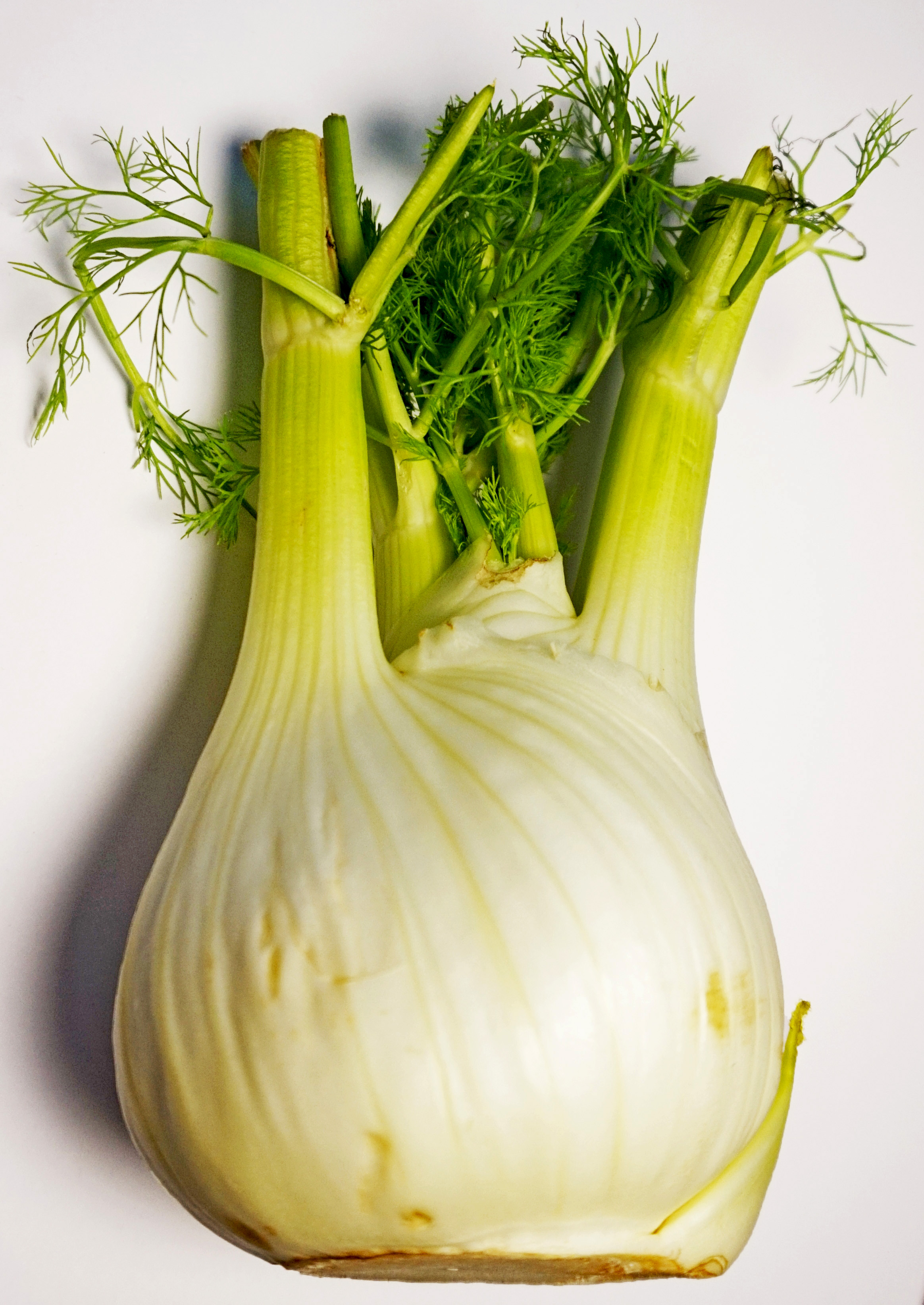
Parte basale del finocchio

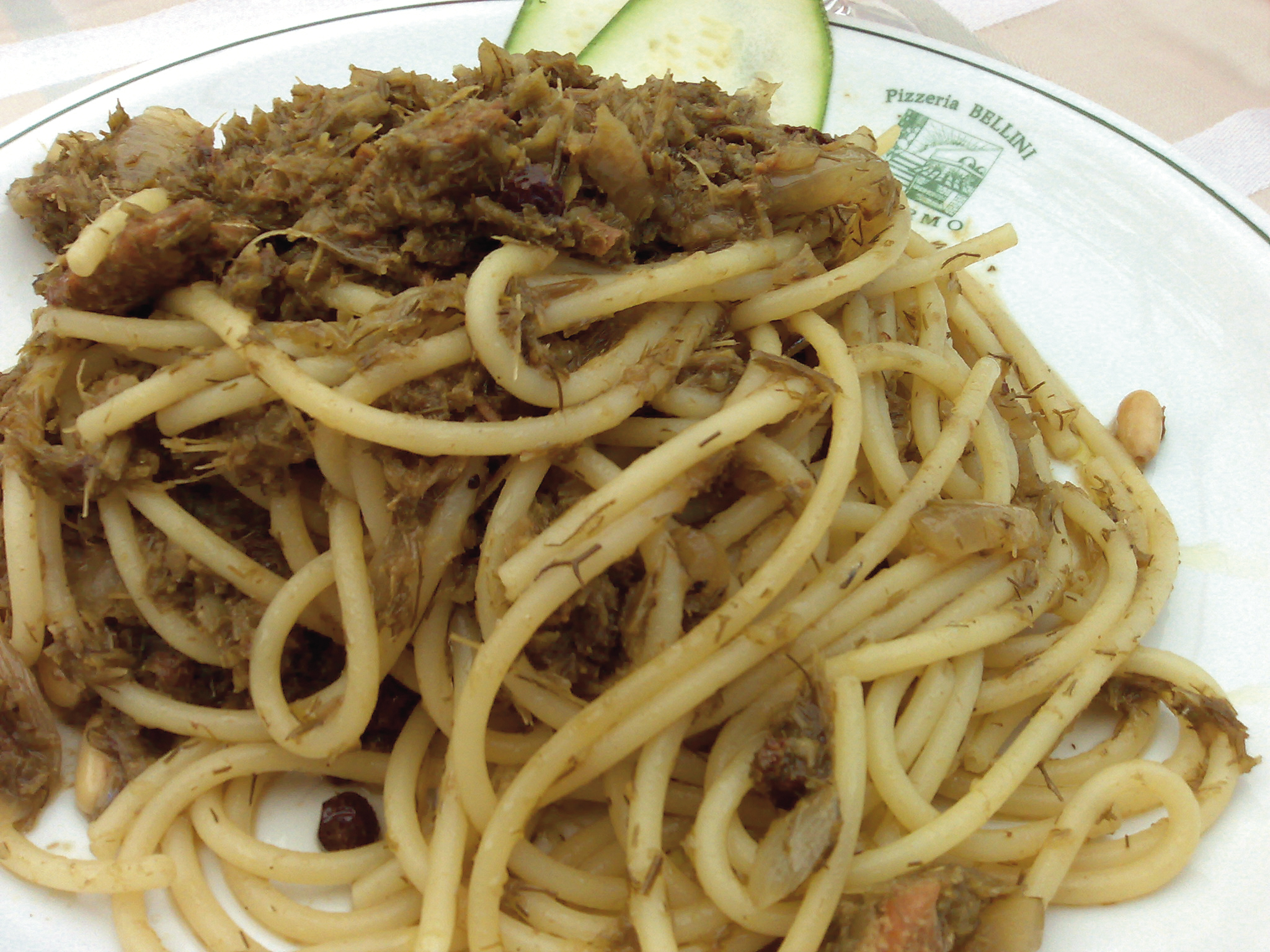
Pasta con le sarde (Palermo)

In cucina si possono usare tutte le parti del finocchio. Si può mangiare il grumolo bianco del finocchio coltivato, erroneamente ritenuto un bulbo, crudo nelle insalate oppure lessato e gratinato e lo si può aggiungere agli stufati.
Del finocchio selvatico, chiamato in cucina anche "finocchina" o "finocchietto", si usano i fiori freschi o essiccati, i frutti o diacheni, impropriamente chiamati "semi", che sono più o meno dolci, pepati o amari, a seconda della varietà, le foglie (o "barba") e i rametti. Questi ultimi, più o meno grandi, sono utilizzati nelle Marche per cucinare i bombetti (lumachine di mare) o per conciare le olive sotto sale con peperoncino e aglio. Si usano le foglie fresche e sminuzzate per insaporire minestre, piatti di pesce, insalate e formaggi. Nella pasta con le sarde e nella pasta al pesto nisseno, ricette siciliane nelle quali le foglie del finocchio selvatico sono uno degli ingredienti essenziali.
Si usano i fiori per aromatizzare le castagne bollite, i funghi al forno o in padella, le olive in salamoia e le carni di maiale, in particolare la porchetta dell'Alto Lazio e dell'Umbria. In Toscana il finocchio selvatico viene usato per insaporire e profumare la finocchiona, un salame in cui il finocchio sostituisce il pepe nero, oltre che la sua variante meno compatta, chiamata sbriciolona. I cosiddetti "semi" si usano soprattutto per aromatizzare tarallini (Puglia), ciambelle o altri dolci casalinghi e per speziare vino caldo, tisane o salamoie. Inoltre fanno parte della ricetta del finocchino, un biscotto tipico del Piemonte. È in uso nelle regioni costiere del Tirreno un liquore di finocchietto, per la cui preparazione s'utilizzano i fiori freschi e/o i "semi" e le foglie.

In fitoterapia se ne utilizzano i frutti secchi o l'olio essenziale. Il finocchio contiene anetolo, da cui dipende il suo aroma, fencone, chetone anisico, dipinene, canfene, fellandrene, dipentene e acido metilcavicolo. L'uso principale, come per le piante simili anice verde e carvi, è quello carminativo, cioè aiuta a eliminare i gas intestinali e contemporaneamente ne previene la formazione. Pertanto è utilizzato per chi ha difficoltà digestive, flatulenza o aerofagia. Può essere utile per ridurre la componente dolorosa della sindrome da colon irritabile. Particolarmente indicato nell'allattamento perché è galattoforo, ovvero aumenta la produzione del latte,. Oltre ciò sono state riconosciute al finocchio qualità di diuretico, antiossidante, nootropico, ipoglicemico, antispasmodico e antinfiammatorio. All’anetolo, uno degli oli essenziali del finocchio, sono state inoltre associate proprietà antibatteriche, antivirali e antimicotiche. Normalmente si utilizzano i frutti secchi in infuso, ma è possibile trovare in commercio anche tintura madre e olio essenziale.

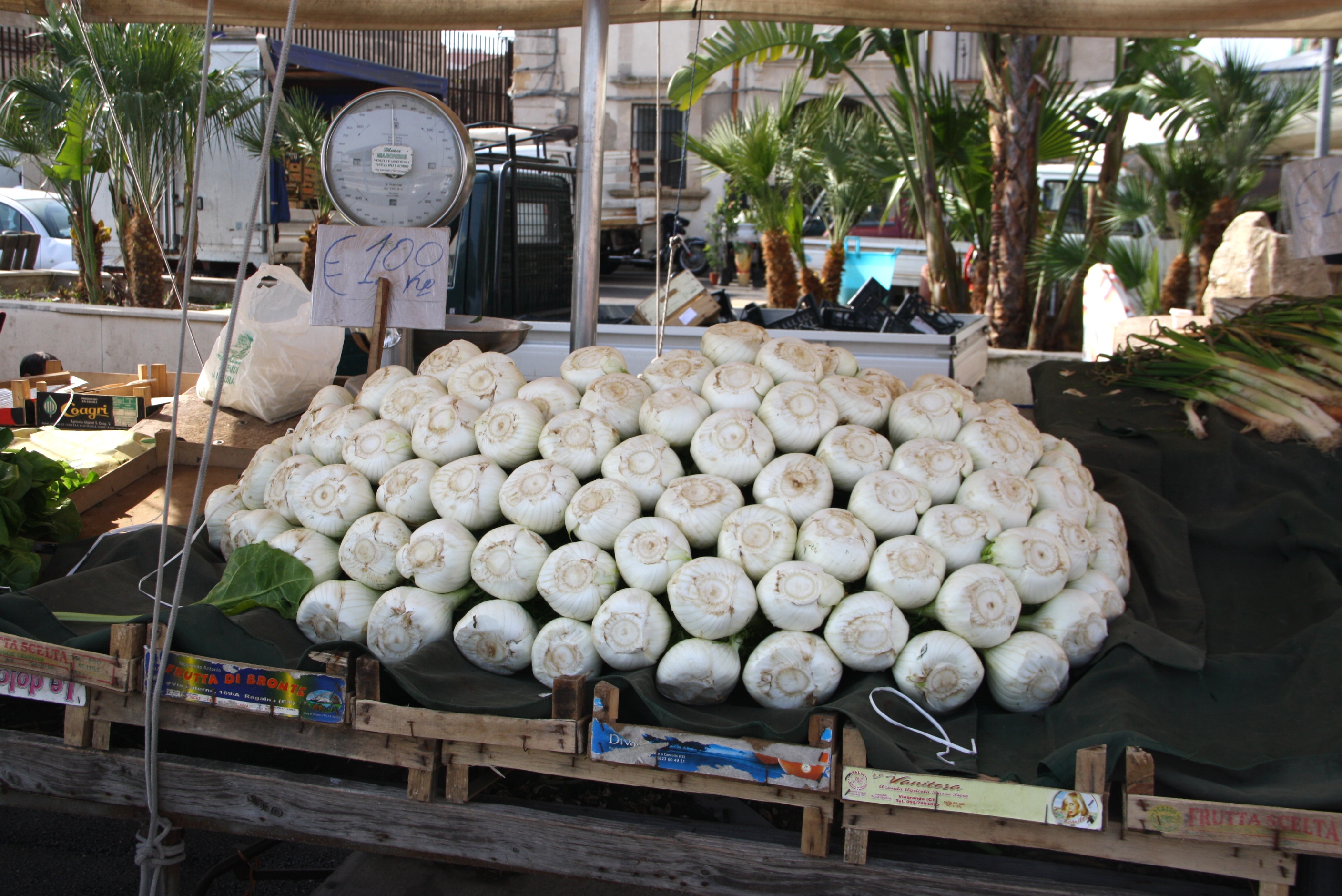
Finocchi al mercato di Ortigia, Siracusa

## Riferimenti nella cultura
Dal finocchio è derivato il termine "infinocchiare", nel senso di "truffare, imbrogliare" che deriva dalla pratica di utilizzare il finocchio come antipasto per ingannare il gusto del cliente nei confronti di un vino di scarsa qualità o di utilizzarne i semi per alterare il gusto del vino imbottigliato. L'espressione "lasciarsi infinocchiare" deriva dall'abitudine dei cantinieri di offrire spicchi di finocchio orticolo a chi si presentava per acquistare il vino custodito nelle botti. Infatti il grumolo contiene sostanze aromatiche che modificano leggermente la percezione dei sapori, rendendo saporito il successivo assaggio di un vino di qualità scadente o prossimo all'acetificazione.